# Klasky-Csupo
A Klasky-Csupo (hivatalos nevén Klasky-Csupo Inc., stilizált alakja: KLaSKY CSUPO INC., IPA: klæski_'tʃuːpoʊ) amerikai animációs stúdió és multimédiacég, amelyet Arlene Klasky és Csupó Gábor alapítottak. Székhelye Hollywoodban található. Fő profiljuk a televíziós sorozatok, reklámok, animáció és videojátékok gyártása.
A céget Arlene Klasky és Csupó Gábor alapították 1982-ben, a lakásuk üres szobájában. Az 1990-es és 2000-es évek alatt olyan sorozatokat készítettek, mint a Fecsegő tipegők, a Jaj, a szörnyek!, A Thornberry család, a Rocket Power, a Ginger naplója, A Simpson család korábbi évadai, a Duckman és a Felnövekvő fecsegők. A Nickelodeon azonban 2008-ban befejezte a partnerségét a céggel. 